# Joaquim Batista Neves
Joaquim Batista Neves (Caetité, 10 de agosto de 1924 - Salvador), 11 de março de 1988, foi um professor, político e conselheiro do Tribunal de Contas do Estado da Bahia (TCE-BA), entidade que presidiu.

## Biografia
De tradicional família da cidade natal, era filho de Francisco Batista Neves e de D. Suzana Carolina, seu pai fervoroso adversário político do dr. Deocleciano Teixeira, que o fez engendrar esforços para formar dez dos onze filhos, e proclamar que "não é só Deocleciano que forma os filhos" - dentre os quais Joaquim, que bacharelou-se em Direito.
Batista Neves formou-se em 1948 na Faculdade de Direito da Universidade Federal da Bahia, tendo por alguns anos exercido da advocacia na capital baiana. Logo ingressa no quadro docente da UFBA, na cadeira de Economia Política, lecionando pela Faculdade de Filosofia e Ciências Humanas da Universidade Federal da Bahia; chefiou o Departamento de Geografia daquela faculdade, da qual foi vice-Diretor e, então, Diretor (1970-74).
Foi, no governo Roberto Santos, Chefe da Casa Civil.
Faleceu em 1988, durante assalto ocorrido depois de haver retirado vultosa quantia em um banco, para a aquisição de um automóvel.

## Tribunal de Contas
No TCE-BA Batista Neves foi nomeado conselheiro a 2 de abril de 1976. Foi vice-Presidente da entidade no biênio 1978-79 e Presidente no exercício seguinte, 1980-81. Ocupava a função de conselheiro quando de sua morte.
A atual sede do órgão foi inaugurada em sua gestão, a 5 de novembro de 1981 e, após sua morte, foi batizado em sua homenagem, como Edifício Cons. Joaquim Batista Neves.